# ديون (مدينة قديمة)
ديون أو ديوم (باليونانية القديمة: Δῖον) كانت مدينة في سوريا الجوفاء القديمة ورد ذكرها في كتابات العديد من الكتاب القدماء، فبحسب نصوص ستيفانوس البيزنطي، كانت المدينة مقرًا للإسكندر الأكبر، وقد سميت على اسم مدينة ديوم في مقدونيا، كما أطلق عليها بعض الكتاب القدماء خطأً اسم بيلا.

## الموقع الجغرافي
لا يُعرف الموقع الجغرافي المحدد لمدينة ديون على وجه اليقين في الوقت الحاليّ، حيث يربط البعض بين مدينة ديون القديمة وبلدة عيدون الواقعة في جنوب مدينة إربد في الأردن. بينما اعتقد البعض الآخر بشكل خاطئ أنها تقع الآن في بلدة بيت راس في الأردن. أما امعظم الآراء فتشير إلى أن مدينة ديون القديمة تقع بالقرب من منطقة تل الأشعري في محافظة درعا الواقعة في جنوب غرب سوريا. تُشير كتابات بطليموس إلى أن المدينة كانت تقع بين مدينتي بيلا وجدارة أو قريبة جدًا منهما وكلاهما في الأردن، غير أنّ خط عرضها لا يزال غير مؤكد. يقول المؤرخ اليهودي يوسيفوس فلافيوس في روايته لمسيرة القائد الروماني بومبيوس الكبير عبر المنطقة أنه جاء من دمشق عبر مدينة ديون إلى بيلا، وبالتالي حدد موقع مدينة ديون بأنه شمال بيلا أو ما يُعرف حاليًا ببلدة طبقة فحل في محافظة إربد الأردنية. تُحقق أطلال بلدة تل الأشعري التي دمرتها الحرب الأهلية السورية مفهوم المدينة اليونانية الصغيرة المتمركزة على جبل وحوله مسرح مرتفع فوق واد نهر اليرموك وتتوافق مع كل الحقائق التي ذُكرت عن المدينة في المصادر التاريخية، لذا يتحدث البعض عن بلدة تل الأشعري باعتبارها هي نفسها مدينة ديون القديمة الواقعة في منطقة حلف المدن العشرة، والتي كانت تُعرف باسم ديكابوليس. يجب أن نلاحظ أنه إلى جانب مدينة رافانا المحصنة عسكريًا، فإن جميع مدن حلف المدن العشرة الأخرى (حتى بعض المدن الأخرى التي لم يتم ذكرها من قبل ولكنها كانت موجودة داخل منطقة حلف المدن العشرة) كان لها كراسي أسقفية بعد القرن الثاني الميلادي، غير أن مدينة ديون (والتي لا ينبغي الخلط بينها وبين بلدة ديونيسياس أو السويداء) والتي كانت تقع داخل المناطق المحمية في تلك الأيام، لم يكن كرسياً أسقفيًا.